# África do Sul nos Jogos Paralímpicos de Verão de 1976
África do Sul participou dos Jogos Paralímpicos de Verão de 1976, que foram realizados na cidade de Toronto, no Canadá, entre os dias 3 e 11 de agosto de 1976.
Obteve 26 medalhas, das quais 6 de ouro.